# El Salitre Ojo de Agua
El Salitre Ojo de Agua är en ort i Mexiko.   Den ligger i kommunen Tlatlaya och delstaten Mexiko, i den södra delen av landet, 160 km sydväst om huvudstaden Mexico City. El Salitre Ojo de Agua ligger 662 meter över havet och antalet invånare är 322.
Terrängen runt El Salitre Ojo de Agua är kuperad norrut, men söderut är den bergig. El Salitre Ojo de Agua ligger nere i en dal. Runt El Salitre Ojo de Agua är det ganska glesbefolkat, med 47 invånare per kvadratkilometer. Närmaste större samhälle är Santa Ana Zicatecoyan, 9,9 km öster om El Salitre Ojo de Agua. I omgivningarna runt El Salitre Ojo de Agua växer huvudsakligen savannskog.